# ستيفن غيلبرت
ستيفن غيلبرت (بالإنجليزية: Stephen Gilbert)‏ هو كاتب خيال علمي وكاتب سيناريو وكاتب أيرلندي، ولد في 22 يوليو 1912 في Newcastle, County Down ‏ في المملكة المتحدة، وتوفي في 23 يوليو 2010 في مقاطعة أنترم في المملكة المتحدة.

## وصلات خارجية
- ستيفن غيلبرت على موقع IMDb (الإنجليزية)